# Atheta restricta
Atheta restricta är en skalbaggsart som beskrevs av Thomas Casey 1911. Atheta restricta ingår i släktet Atheta och familjen kortvingar. Inga underarter finns listade i Catalogue of Life.